# Emma Löwenstamm

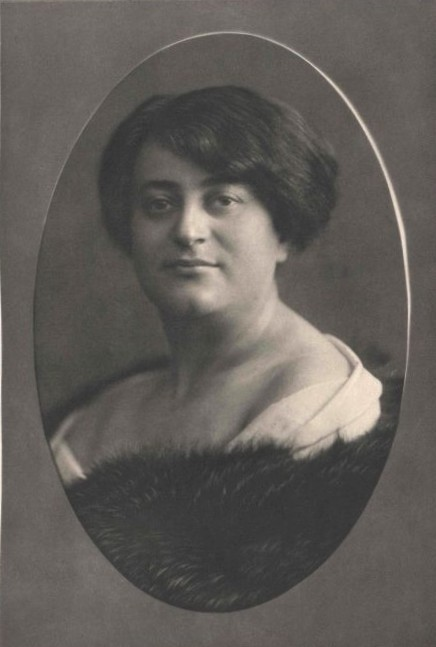
Porträtfoto der Künstlerin von einem unbekannten Fotografen, um 1909

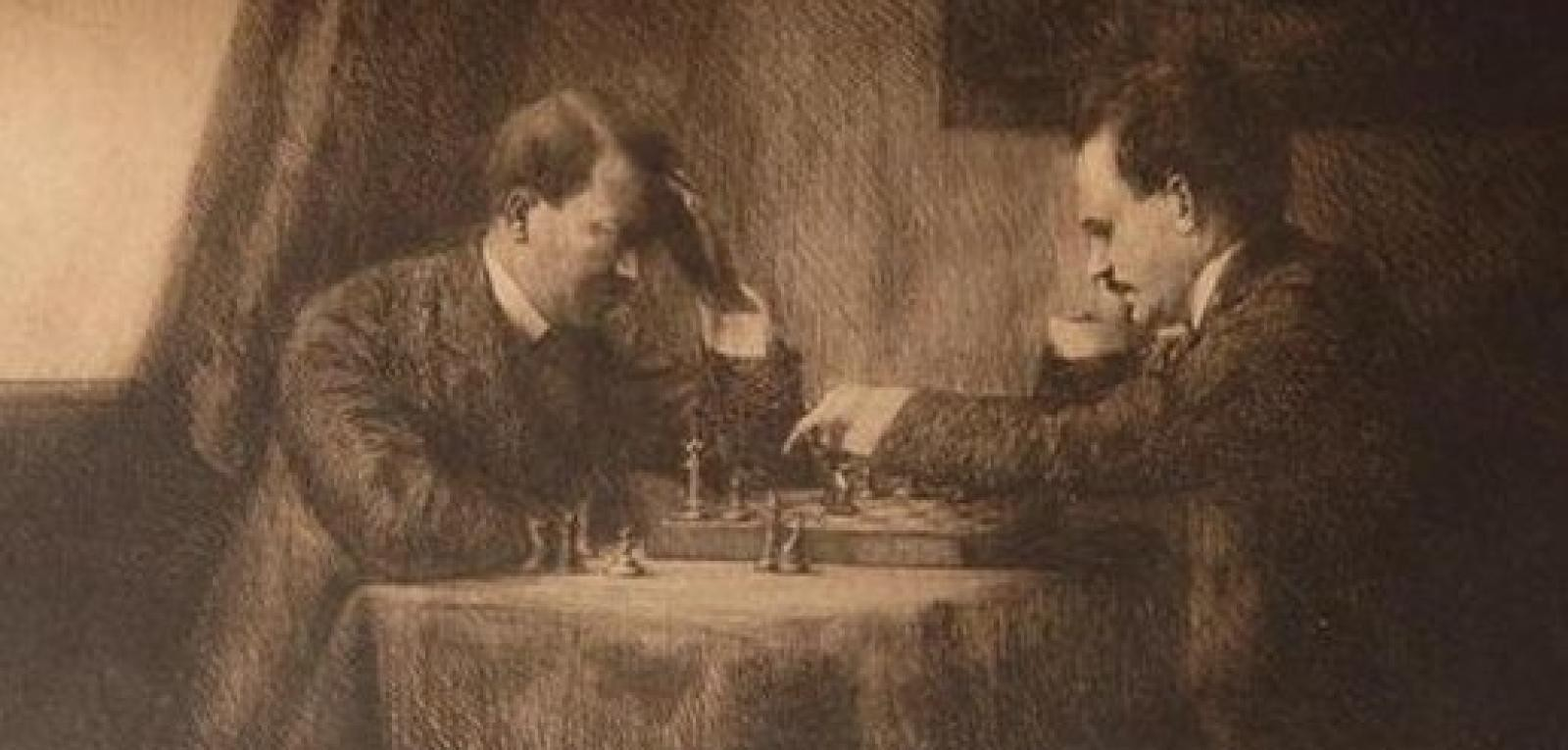
Hitler und Lenin beim Schachspiel

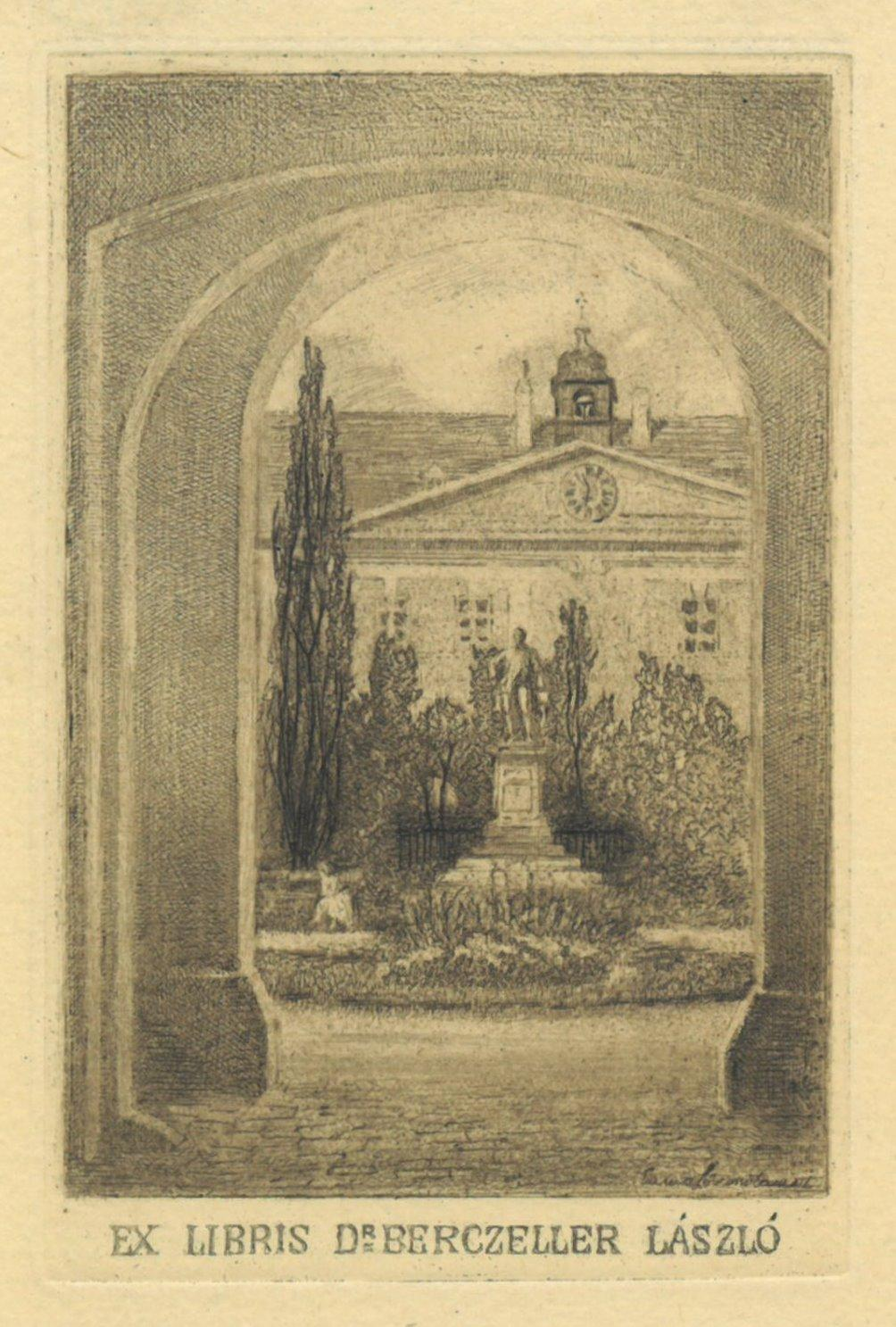
Exlibris für László Berczeller

Emma Löwenstamm (* 1. Juli 1879 in Nachod; † 9. Januar 1941 in Prag) war eine böhmische  Grafikerin und Malerin.

## Leben und Werk
Emma Löwenstamm war eine Tochter des Ehepaars Berthold (1833–1913) und Cäcilie Löwenstamm, geborene Goldschmid (1839–1910); sie hatte zahlreiche Geschwister. Sie erhielt ihre Ausbildung bei Ferdinand Schmutzer in Wien, war in Wien, Prag und Gablonz tätig und schuf Landschaftsgemälde und Interieurs, außerdem spezialisierte sie sich auf Bildnis- und Exlibrisradierungen. In den 1920erjahren war sie mit dem Schriftsteller Ernst Viktor Zenker liiert.
Im Jahr 2010 wurde eine Zeichnung in einer Versteigerung ausgeboten, die angeblich von Emma Löwenstamm im Jahr 1909 geschaffen wurde und Hitler und Lenin beim Schachspiel zeigte. Das Bild, das aus einem Wiener Nachlass stammte, war 1992 in Deutschland ausgestellt worden. Auf der Rückseite trägt es ein Autogramm Lenins. Theoretisch könnte eine Begegnung von Hitler und Lenin im Wien des Jahres 1909 stattgefunden haben.

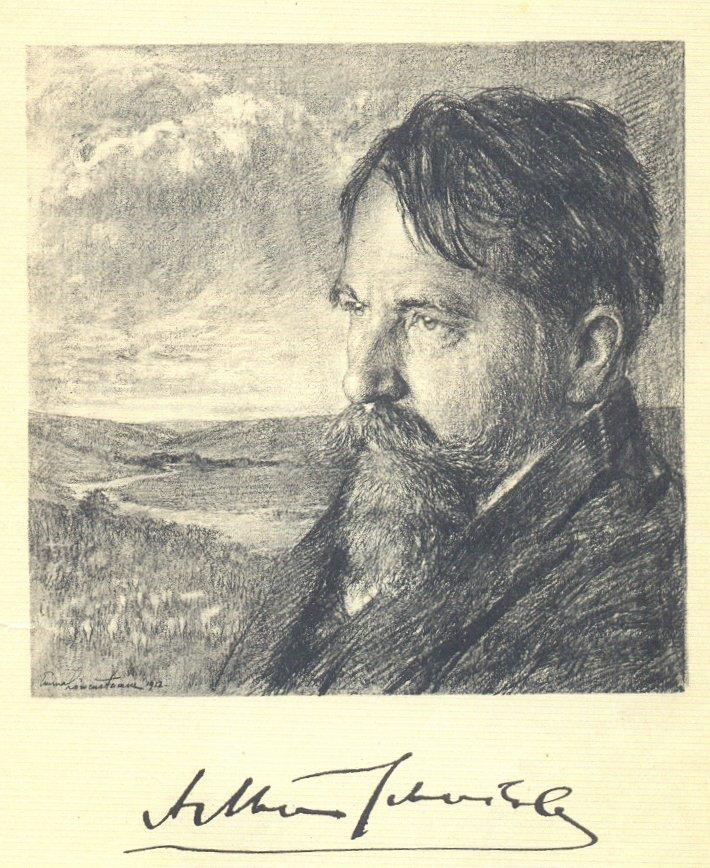
Porträt von Arthur Schnitzler

Ein Porträt Arthur Schnitzlers aus dem Jahr 1911 wurde auf dem Frontispiz der Gesamtausgabe der Werke Schnitzlers verwendet, die 1912 von S. Fischer herausgegeben wurde.